# Didymops
Genre
Didymops est un petit genre dans la famille des Macromiidae appartenant au sous-ordre des Anisoptères dans l'ordre des Odonates. Il comprend deux espèces.

## Caractéristiques
Ce genre comprend de grandes libellules de couleur brune. La face est traversée horizontalement par une bande d'un blanc jaunâtre. Le thorax est marqué d'une bande thoracique de la même couleur.

## Liste d'espèces
- Didymops floridensis (Davis, 1921)
- Didymops transversa (Say, 1840)